# Zadarski partizanski odred
Zadarski narodnooslobodilački partizanski odred bio je partizanska postrojba u sastavu Narodnooslobodilačke vojske i partizanskih odreda Jugoslavije tijekom Drugog svjetskog rata u Hrvatskoj. 

## Borbeni put
Formiran je sredinom listopada 1943. u neposrednoj blizini Zadra, od jednog bataljuna NOP odreda „Plavi Jadran”. Krajem listopada 1943. imao je 470 boraca; neko vrijeme u njegovom sastavu nalazio se i talijanski bataljun „Goffredo Mameli” (talijanski vojnici koji su prešli na stranu NOVJ-a). Zadarski NOP odred je do kraja 1943. vodio borbe na području Ravnih kotara i na sjevernodalmatinskim otocima, u kojima je zarobio i nekoliko neprijateljskih brodova. Početkom 1944. je rasformiran. Dijelom boraca popunjena je 19. divizija, a od drugog dijela formiran je Zadarski bataljun (oko 150 boraca). Početkom ožujka 1944. od Zadarskog bataljuna i novih boraca ponovno je formiran Zadarski odred i sredinom travnja upućen u zonu Starigrada, odakle je do kraja lipnja sa bataljunom „Plavi Jadran” izvodio uspješne prepade na ustaško-domobranske posade u Novigradu, Vinjercu, Posedarju, Slivnici i na druge neprijateljske posade u Ravnim kotarima. Sredinom lipnja u njegov sastav ulazi bataljun „Plavi Jadran”. U prvoj polovini srpnja Zadarski odred  sudjelovao je u borbama protiv ustaša i domobrana na području Like, kod Gospića, zajedno s postrojbama 35. divizije. Zatim ponovno operira na području Starigrada i u Ravnim kotarima, a 1. kolovoza 1944. daje jedan bataljun za popunu postrojbi 19. divizije. Dva njegova bataljuna nastavila su s operacijama u Ravnim kotarima i zajedno sa 6. brigadom 19. divizije vode uspješne borbe protiv ustaških i četničkih snaga, a u rujnu i u listopadu pomažu postrojbama 19. divizije u napadima na neprijateljska utvrđenja u sjevernoj Dalmaciji. Zadarski NOP odred je oko 18. studenog rasformiran, a njegovo ljudstvo ušlo je u sastav 6. i 14. brigade 19. divizije.